# Emidio Spinucci
Emidio Spinucci (Firenze, 2 agosto 1870 – Lestizza, 30 ottobre 1917) è stato un militare italiano, decorato di medaglia d'oro al valor militare alla memoria nel corso della prima guerra mondiale.

## Biografia
Nacque a Firenze il 2 agosto 1870, figlio di Paolo e Filomena Palmieri. Frequentato il Collegio militare di Roma, nel 1889 entrò nella Regia Accademia Militare di Fanteria e Cavalleria di Modena uscendone due anni dopo con la nomina a sottotenente del 10º Reggimento granatieri. Promosso tenente nel 1895, tra il 1896 e il 1897 partecipò alla breve campagna in Africa Orientale in forza al XXIV Battaglione fanteria. Divenuto capitano nel marzo 1907, passò in servizio al III Battaglione del 2º Reggimento "Granatieri di Sardegna" con cui, nel gennaio 1912 partì per combattere in Libia durante la guerra italo-turca.
Rientrò in Italia nell'aprile 1913 ritornando in Tripolitania nel 1914, chiamato ad assolvere alcuni incarichi di fiducia per via della sua conoscenza della lingua araba. Ritornò al suo reggimento nel marzo 1915, e dopo l'entrata in guerra del Regno d'Italia, avvenuta il 24 maggio 1915, passò l'Isonzo nei primi giorni di giugno, rimanendo ferito all'occhio a Monfalcone il 23 dello stesso mese. Promosso maggiore nell'agosto dello stesso anno, divenne tenente colonnello nel marzo 1916, e una volta dimesso dall'ospedale ritornò in zona di operazioni al comando del II Battaglione del 220º Reggimento fanteria della neocostituita Brigata Sele, comandandolo brillantemente nel corso della battaglia degli Altipiani. Si distinse per due mesi durante i duri combattimenti in Val Posina, Vallarsa, a Colle Xomo e sul Novegno venendo decorato di medaglia di bronzo al valor militare.
Nel mese di settembre fu trasferito sul Carso al I Battaglione del 1º Reggimento "Granatieri di Sardegna", partecipando nella primavera del 1917 alla grande offensiva contro le difese austriache. Combatté valorosamente nella regione di Fornaza, venendo decorato con una medaglia d'argento al valor militare per essersi distinto a quota 208 il 24 maggio, rimanendo gravemente ferito al braccio destro. Dal 20 luglio al 12 settembre fu comandante del 2º Reggimento fanteria della Brigata Re. 
Il 12 settembre assunse il comando del 2º Reggimento "Granatieri di Sardegna", alla cui testa prese parte alla battaglia di Caporetto ricevendo poi il compito di proteggere il ripiegamento della 3ª Armata verso la linea del Piave. In licenza a casa all'inizio della battaglia riuscì a passare a forza il ponte di Codroipo tra i reparti della 2ª Armata in piena ritirata raggiungendo il suo reggimento a Lestizza. Il 29 ottobre ricevette l'ordine di portarsi a Romans, e il giorno successivo, giunto nei pressi di Flambro si accorse che il nemico aveva occupato l'abitato. Senza porre indugio si mise al comando dei granatieri, andando all'attacco del nemico alla baionetta nel tentativo di aprirsi un varco e, mentre incitava i suoi soldati esclamando Avanti, avanti granatieri, col vostro vecchio Colonnello!, cadde colpito a morte da una pallottola in piena fronte. Con Decreto Luogotenenziale del 3 marzo 1918 fu insignito della medaglia d'oro al valor militare alla memoria.

### Fonti
1. 1 2 3 4 5 6 7 8 9 10  Combattenti Liberazione.
2. 1 2  Carolei, Greganti, Modica 1968, p. 180.
3. 1 2  Castagnoli 1977, p. 7.
4. ↑  Castagnoli 1977, p. 11.
5. ↑  Medaglie d'oro al valor militare sul sito della Presidenza della Repubblica